# Кондакова (деревня)
Кондакова — деревня в Шадринском районе Курганской области. В составе Верхозинского сельсовета.

## История
До 1917 года в составе Крестовской волости Шадринского уезда Пермской губернии. По данным на 1926 год состояла из 82 хозяйств. В административном отношении входила в состав Верхозинского сельсовета Шадринского района Шадринского округа Уральской области.

## Население
| 1989 | 2002 | 2010 |
| ---- | ---- | ---- |
| 81   | ↗91  | ↘63  |

По данным переписи 1926 года в деревне проживало 418 человек (192 мужчины и 226 женщин), в том числе: русские составляли 100 % населения.
Согласно результатам Всероссийской переписи населения 2002 года, в национальной структуре населения русские составляли 94 %.